# Niente in comune
Niente in comune (Nothing in Common) è un film del 1986 diretto da Garry Marshall, con protagonisti Tom Hanks e Jackie Gleason.

## Trama
David Basner è un dirigente pubblicitario di successo che ha tutto: soldi, felicità, e le donne che lo desiderano. Proprio quando sta per chiudere un contratto la sua vita cade a pezzi: viene infatti a sapere che il padre e la madre si sono separati. David cura soprattutto la situazione del padre, che è malato e deve finire in ospedale: nel farlo, capirà che il successo non è l'unica ragione di vita. La fidanzata lo aiuta.

## Produzione
Il film è stato prodotto dalla Delphi Films, con il supporto di Rastar Productions e TriStar Pictures. Questo è l'ultimo film interpretato da Jackie Gleason. Le scene sono state girate dal 9 Settembre al 5 dicembre 1985 in due stati: Illinois, come Chicago, Northwestern University (Evanston), e California, come Los Angeles, Hollywood. 
La colonna sonora originale è stata composta da Patrick Leonard nel 1986. Nothing in Common, questo il nome della canzone, è stata eseguita dai Thompson Twins, e ha raggiunto la posizione numero 54 nella 
US Pop Charts.

## Tagline
Il film è stato commercializzato con i seguenti slogan:
- It's a comedy. And a drama. Just like life.
  - Si tratta di una commedia. E di un dramma. Proprio come la vita.
- On his way up the corporate ladder. David Basner confronts his greatest challenge: his father.
  - Sulla sua strada per la scalata aziendale, David Basner affronta la sua più grande sfida: il padre.

## Distribuzione
Il film è stato distribuito negli Stati Uniti d'America il 30 luglio 1986; in Australia il 2 ottobre; in Giappone l'8 novembre; in Svezia il 13 febbraio 1987 con il nome Ingenting gemensamt; in Spagna il 20 febbraio come Nada en común; in Finlandia (Ei mitään yhteistä) e in Portogallo (Nada em Comum) il 27 febbraio; in Danimarca il 15 maggio come  Intet tilfælles ; in Germania Ovest il 2 luglio come Nothing in Common - Sie haben nichts gemeinsam; in Italia il 30 luglio; in Uruguay il 20 novembre come Nada en común.

### Censura
Il film è stato valutato M (Recommended for mature audiences), ovvero sconsigliato ai minori di 15 anni in Australia; vietato ai minori di 7 anni in Svezia; vietato ai minori di 12 anni non accompagnati da un adulto in Portogallo; vietato ai minori di 12 anni anche con la presenza di un adulto in Germania Ovest; minori di 15 in Regno Unito. Negli Stati Uniti e a Singapore la Motion Picture Association of America (MPAA), ha valutato il film PG (parents cautioned suggested), ovvero adatto a bambini di età da 10 anni in su per la visione non accompagnata, mentre i bambini minori di 10 anni richiedono l'accompagnamento dei genitori o tutori.

## Accoglienza
La pellicola nel primo week-end di apertura nel suolo statunitense incassa 3279650 $, mentre il guadagno totale sempre in patria ammonta a 32324557 $. La critica non è "omogenea", ma presenta delle valutazioni a volte molto discordanti le une dalle altre: su IMDb ottiene un punteggio di 6.1/10; su MYmovies 2/5; su Comingsoon 5/5; su FilmTV 5.6/10.